# Bryson (Québec)
Bryson è un comune del Canada, situato nella provincia del Québec, nella regione di Outaouais.